# 토월중학교
토월중학교(吐月中學校)는 대한민국 경상남도 창원시 성산구 신월동에 위치한 공립 중학교이다.

## 학교 연혁
- 1990년 1월 24일 : 토월중학교 12학급 인가
- 1991년 3월 1일 : 토월중학교 12학급 개교
- 1991년 3월 2일 : 제1회 신입생 입학식(12학급)
- 2022년 12월 30일 : 제30회 졸업식(164명 졸업, 총 11,664명)
- 2023년 3월 2일 : 제33회 신입생 입학식(4학급 94명)
- 2023년 9월 1일 : 제15대 문윤순 교장 부임

## 주요 시설

### 운동장
토월중학교 운동장(吐月中學校運動場, Towol Middle School Field)은 토월중학교 내에 설치된 체육 시설이다. 2014년에 인조잔디를 설치하였고 2017년 K7리그 창원 등의 축구 대회가 개최되었다.

## 참고 문헌
- 토월중학교 - 한국교육학술정보원 학교알리미